# Orlando Pérez
 (janvier 2024).
José Orlando Pérez Marroquín, couramment appelé Orlando Pérez, né le 1er juillet 1992 à Palestina de Los Altos, est un informaticien et homme politique guatémaltèque. Il est élu députée au Congrès depuis 2024.
Informaticien, travailleur indépendant et éducateur, il s'implique dans des organisations syndicales et populaires, luttant pour plusieurs thématiques sociales dans un milieu rural.

## Biographie

### Famille, études et parcours professionnel
Orlando Pérez est né le 1er juillet 1992 à Palestina de Los Altos. Sa mère, d'origine mayas, est catholique. Il étudie à l'école primaire  en milieu rural, puis au lycée Western Normal Institute for Men (INVO).
Il étudie l'ingénierie des systèmes à l'Université mésoaméricaine (es) à Quetzaltenango et a obtenu une licence en enseignement de l'Informatique à l'Université Galileo (es).

### Parcours politique

#### Militant syndical et rural
Membre du mouvement Semilla depuis 2017, il fut approché par le parti du Mouvement populaire de la Libération des peuples (es), mais a refusé de le rejoindre.
Outre ses activités professionnelles d'informaticiens et d'éducateur, il s'implique dans des organisations syndicales et populaires, comme les Conseils de développement communautaire (es), dans le village de Los Marroquín, proche de Palestina de Los Altos (entre 2017 et 2019) et dans le quartier de San José Buena Vista à Guatemala entre 2019 et 2023.
Il s'implique notamment sur les thématiques de la désertification médicale dans les zones rurales du Guatémala, ainsi que les droits humains, l'insécurité, la corruption et la migration.

#### Candidat en 2019 et élu député avec Semilla en 2023
En 2019, Orlando Pérez s'inscrit afin d'être candidat avec Semilla au Congrès dans le département de Quetzaltenango, mais il n'est pas sélectionné.
Lors de la campagne pour les élections législatives de juin 2023, il est investi à la troisième place des candidats à la députation de Quetzaltenango avec Semilla. Néanmoins, il est ensuite investi à la deuxième place, la candidate Claudia Lepe choisissant de ne plus être candidate.
À l'issue des élections, Orlando Pérez est élu député avec 24 000 voix.